# Whoopee! (Film)
Whoopee! ist eine US-amerikanische Musicalverfilmung aus dem Jahr 1930. Das Drehbuch basiert auf einer Erzählung von William Anthony McGuire, Robert Hobart Davis und E. J. Rath und dem Bühnenstück The Nervous Wreck von Owen Davis, das von Walter Donaldson und Gus Kahn zum Broadway-Musical Whoopee! umgeschrieben wurde.

## Handlung
Obwohl Sally Morgan den Indianer Wanenis, der in der Nähe der Farm ihres Vaters lebt, liebt, ist Judd Morgan überzeugt, dass er seine Tochter mit Sheriff Bob Wells zusammen bringen kann, solange Wanenis weg ist, um das Leben der Weißen zu lernen. Sally will Wells jedoch nicht heiraten. Sie hofft, mit Wanenis durchbrennen zu können. Sie befiehlt Henry Williams, einem hypochondrischen Farmarbeiter, sie mit seinem Auto fortzufahren.
Ihr Vater und der Sheriff nehmen die Verfolgung auf. Henrys Wagen geht der Sprit aus. Doch Henry stiehlt etwas Benzin aus dem Auto von Herom Underwood. Dessen Ranch suchen sie später auf, um etwas zu essen. Als Morgan und Wells bei der Ranch ankommen, verkleidet sich Henry, der mittlerweile hier als Koch arbeitet, als Schwarzer. Später kann er dem Sheriff entkommen und in ein Indianerreservat flüchten.
Wanenis glaubt, seine Herkunft mache eine Heirat mit Sally unmöglich, und hat sich entschlossen, die Weißen zu verlassen. Sally steht bevor, zur heimatlichen Farm zurückgebracht zu werden. Matafay, eine Indianerin, die Wanenis heiraten soll, zwingt Häuptling Black Eagle, Wanenis wahre Herkunft zu entschleiern. Wanenis wurde vom Stamm adoptiert. Er ist das Kind eines weißen Ehepaares, das gestorben ist. Nun kann Sallys Vater der Hochzeit zustimmen. Auch Henry macht seiner Angebeteten, der Krankenschwester Mary, einen Heiratsantrag.

## Kritiken
Mordaunt Hall von der New York Times beschrieb den Film 1930 als exzellenten Spaß. Er lobte die kluge Regie und die melodiöse Musik.

## Auszeichnungen
Bei der Oscarverleihung 1931 wurde Richard Day für den Oscar in der Kategorie Bestes Szenenbild nominiert.

## Hintergrund
Die Uraufführung fand am 30. September 1930 in New York statt.
Weltweit spielte der Film 2,3 Millionen US-Dollar ein.
Von Walter Donaldson und Gus Kahn stammten die Songs, Cowboys, Makin' Whoopee, Today's the Day, A Girl Friend of a Boy Friend of Mine, Makin' Waffles, My Baby Just Cares for Me, Stetson und The Song of the Setting Sun. Der Song I'll Still Belong to You stammte von Nacio Herb Brown und Edward Eliscu.
Mitproduzent Florenz Ziegfeld war auch der Produzent der Broadway-Show, die am 4. Dezember 1928 mit Eddie Cantor in seiner Filmrolle startete. Beim Börsencrash 1929 verlor Ziegfeld sein Vermögen. Nach 407 Vorstellungen wurde die Show eingestellt. Ziegfeld verkaufte die Filmrechte an Samuel Goldwyn.
Im Film traten die "Goldwyn Girls" auf. Zu ihnen gehörten Paulette Goddard, Virginia Bruce, Betty Grable und Ann Sothern. In kleinen Nebenrollen sind Paul Panzer als Indianer und Dean Jagger als Deputy zu sehen.
Die Tanzchoreografie übernahm Busby Berkeley, der hier das erste Mal für den Film arbeitete.